# August Holmström
August Wilhelm Holmström, född 2 oktober 1829 i Helsingfors, död 24 oktober 1903 i Sankt Petersburg, var en finlandssvensk guldsmed. 
August Holmström kom 1845 som lärling till guldsmedsmästaren Karl Herold i Sankt Petersburg. Han blev själv guldsmedsmästare 1857 och öppnade då en egen verkstad. Samma år blev han föreståndare för Fabergés verkstad, där han utförde arbeten i mer än fyra decennier. Till hans mest kända arbeten hör flera kejserliga påskägg samt miniatyrer av de kejserliga regalierna, som visades på världsutställningen 1900 i Paris men som nu tillhör Eremitaget i Sankt Petersburg. En blomsterkorg med liljekonvaljer i guld, silver, pärlor och ädelstenar finns i Metropolitan Museum of Art i New York. Därutöver gjorde han många exklusiva smycken och föremål som cigarettetuier.
Efter hans död fortsatte sonen Albert Holmström faderns verksamhet med samma märkning, AH, som denne. En dotter blev mor till Alma Pihl.